# Hermann Kah
Hermann Kah (* 25. Oktober 1904 in Ravensburg; † 17. Februar 1990 ebenda) war ein deutscher Politiker (Zentrum/CDU), Verwaltungsgerichtsdirektor und von 1948 bis 1954 Oberbürgermeister von Schwäbisch Gmünd.

## Leben
Hermann Kah studierte bis 1927 Rechtswissenschaften an der Eberhard Karls Universität Tübingen und der Albert-Ludwigs-Universität Freiburg, bevor er bis 1930 als Referendar in Ravensburg und Stuttgart tätig war. Seit 1923 war Mitglied der katholischen Studentenverbindung AV Guestfalia Tübingen im CV. 
Kah ließ sich 1931 in Schwäbisch Gmünd nieder und war dort bis Kriegsbeginn 1939 als Rechtsanwalt tätig und bis 1933 kurzzeitig Vorsitzender der Zentrumspartei in Schwäbisch Gmünd. Unter seiner Leitung führte das Zentrum als letzte der demokratischen Parteien im Gmünder Raum einen verzweifelten Wahlkampf gegen die NSDAP. Am 1. März 1933 leitete er im Gmünder Stadtgarten eine große Wahlkundgebung, in der er und der württembergische Staatspräsident Bolz als vielbeachtete Redner auftraten. Bei den Reichstagswahlen am 5. März erzielte das Zentrum in Gmünd mit 44 Prozent der Stimmen einen deutlichen Vorsprung vor der NSDAP.
1939 wurde Kah zur Wehrmacht eingezogen. Nach seiner Rückkehr aus der Kriegsgefangenschaft 1947 wechselte Kah zum Verwaltungsgericht Stuttgart, da er seine Rechtsanwaltspraxis, nach den durchlebten Einschränkungen als Zentrumspolitiker und Nicht-NSDAP-Mitglied bis 1945, nicht mehr weiterführen wollte. Als politisch Unbelasteter konnte er ohne Schwierigkeiten in den Staatsdienst übernommen werden.

## Amtszeit als Oberbürgermeister
Bei der Oberbürgermeisterwahl am 18. April 1948 in Schwäbisch Gmünd setzte sich zunächst der Stadtvorstand der NS-Zeit, der Laupheimer Franz Konrad, mit einer Zweidrittelmehrheit gegen den Amtsinhaber Franz Czisch durch. Aufgrund bedenklicher Begleitumstände bei der Wahl und der Vergangenheit Konrads wurde vom Direktor der Militärregierung in Württemberg-Baden, Charles M. La Follette, ein dreiköpfiger Untersuchungsausschuss eingesetzt. Aufgrund dessen Berichts ordnete der Militärgouverneur am 16. Juli 1948 in einem Schreiben an Ministerpräsident Maier an, dass Konrad das Amt des Oberbürgermeisters in Schwäbisch Gmünd nicht antreten dürfe.
Nach der Annullierung der umstrittenen Oberbürgermeisterwahl durch den Militärgouverneur wurde der politisch unbelastete Kah gebeten, sich für die Wahl zur Verfügung zu stellen. Mit 63,4 % der abgegebenen Stimmen wurde er 24. Oktober 1948 als Nachfolger von Franz Czisch ins Amt gewählt und war vom 22. November 1948 bis 21. November 1954 Oberbürgermeister von Schwäbisch Gmünd. Zugleich war er der erste direkt gewählte Oberbürgermeister der Stadt nach dem Krieg. Seine beiden Amtsvorgänger wurden entweder von den Besatzungsbehörden kommissarisch eingesetzt (Emil Rudolph) oder vom Gemeinderat gewählt (Franz Czisch).
Für den neuen Oberbürgermeister war der Wohnungsbau in der von Flüchtlingen überfüllten Stadt die dringlichste Aufgabe. Mehrere Wohngebiete wurden nach der Währungsreform bereits bis 1950 erschlossen. Ebenso hielt er den vom örtlichen Bauverein betriebenen Mietwohnungsbau für förderungswürdig und erwarb für die Stadt 100 Geschäftsanteile im Wert von 30.000 DM. Ferner wurden auf seine Veranlassung ca. 15.000 DM Gehaltsvorschüsse an bauwillige städtische Bedienstete für den Erwerb von Geschäftsanteilen am Bauverein bewilligt. Da die Wohnungsnot besonders unter den Heimatvertriebenen groß war, kam auf Initiative von Kah der Ausbau des Stadtteils Rehnenhof zu einer Vertriebenensiedlung zustande. Am 11. März 1950 nahm er den ersten Spatenstich für 20 Doppelhäuser auf dem Rehnenhof vor. Durch die geförderten Baumaßnahmen konnten 1950 im gesamten Stadtgebiet statt der ursprünglich geplanten 250 nahezu 300 Wohnungen errichtet werden.
Ebenfalls in seine Amtszeit fiel 1954 die Übernahme der Patenschaft der Stadt Schwäbisch Gmünd für die Vertriebenen Brünner.
Mit einem Anteil von 28,19 Prozent an der Gesamtbevölkerung war Schwäbisch Gmünd besonders stark mit Heimatvertriebenen und Flüchtlingen belegt. Kah versuchte daher, eine weitere Zuweisung mit DDR-Flüchtlingen zu verhindern, bis eine gleichmäßige Aufnahme im Land erzielt sei.
Durch den rasanten Bevölkerungsanstieg bedingt mussten neben dem Wohnungsbau weitere Großprojekte in Angriff genommen werden. So wurden unter Kah die zerstörten Brücken mit amerikanischer Hilfe erneuert, mehrere Schulen und Kindergärten erweitert oder neu erbaut, der Dreifaltigkeitsfriedhof wurde eingerichtet und der Ausbau der Einrichtungen der Kranken- und Altenpflege beschlossen. Eine Erweiterung erfuhr auch die größte Schule der Stadt, die Gewerbeschule, während die Handelsschule auf Beschluss des Kreistages vom Landkreis übernommen wurde. Kah konnte auch, nach teils hitzigen Debatten im Gemeinderat, die Errichtung eines Mädchengymnasiums, das heutige Hans-Baldung-Gymnasium, durchsetzen. Teile des Gemeinderats bezweifelten die Notwendigkeit einer höheren Mädchenbildung in der Stadt.
Ebenso trieb Kah die Fertigstellung der Badeanlage im Schießtal voran. Für die Errichtung eines Sportbeckens stellte die Stadt zusätzliche 500.000 DM zur Verfügung. 1950 konnte die Freizeitanlage in Betrieb genommen werden, bereits 1951 war Schwäbisch Gmünd Austragungsort eines internationalen Schwimmwettkampfes.
Ebenfalls 1951 wurde eine neue Kläranlage in Betrieb genommen.
Auf Hermann Kahs Initiative ging die Herausgabe der Gmünder Hefte, Beiträge zur Stadtgeschichte, zurück.
Hermann Kah bewarb sich 1954 für eine weitere Amtszeit als Oberbürgermeister. Trotz seiner unbestrittenen Leistungen, gerade für den Ausbau der Stadt und die Linderung der Wohnungsnot, wurde Kah bei der Oberbürgermeisterwahl am 12. September 1954 nicht im Amt bestätigt. Die Bürgerschaft wählte mit überwältigender Mehrheit den erneut angetretenen Konrad. Diese deutliche Niederlage wurde weniger in der Person Kahs gesehen, obwohl er im Wahlkampf taktisch unklug auftrat. In erster Linie betrachtete man das Wahlergebnis als Trotzreaktion der Gmünder und Sympathiekundgebung für Konrad, da dieser 1948 von den Amerikanern nicht im Amt bestätigt worden war.
Nach der Amtseinsetzung Konrads am 22. November 1954 zog sich Kah aus der Politik zurück.
Seit 1986 befindet sich im Rathaus Schwäbisch Gmünd ein von Bäumler gemaltes Ölporträt von Hermann Kah.

## Weitere Tätigkeiten
In seiner Eigenschaft als Oberbürgermeister hatte Kah zeitgleich weitere Ämter inne. So war er z. B. Mitglied des Kuratoriums und Dozent der Volkshochschule. 
Von Oktober bis Dezember 1952 befand sich Kah auf einer Studienfahrt in den Vereinigten Staaten.
Seine daraufhin gehaltenen beiden Amerika-Vorträge im Wintersemester 1952/53 bildeten mit 530 bzw. 670 Besuchern den damaligen Hörerrekord der Volkshochschule.
Als 1953 eine Nachfolge für die Leitung der VHS gesucht wurde, schlug Kah scherzhaft – wohl in Bezug auf die Haushaltslage der Stadt – vor, eine reiche Witwe mit einer hohen Pension zu suchen, die die Leitung ehrenamtlich führen solle.
Ferner war Kah Vorstand des Verkehrsvereins sowie von 1953 bis Dezember 1954 ständiger Mitarbeiter der in Schwäbisch Gmünd erschienenen Heimatzeitschrift einhorn.